# Sidirókastro
Sidirókastro (grec moderne : Σιδηρόκαστρο) est une ville et une municipalité du district régional de Serrès en Macédoine-Centrale en Grèce, dans la vallée du Strymon. La ville est à 25 km de Serrès. En 2001, elle comptait 10 598 habitants. La région possède des gisements de marbre, lignite, cuivre, fer. On y trouve aussi des sources thermales.
La population est un mélange des descendants des habitants anciens et des réfugiés d'Asie mineure lors de la « Grande Catastrophe ».
Des ruines paléolithiques ont été découvertes. La ville serait évoquée par Homère et Hérodote. Ses plus anciens habitants seraient des colons de Lemnos.
La ville fut conquise par les Ottomans en 1383. En 1912, elle fut prise par les armées bulgares pendant la Première Guerre balkanique. Conquise par les Grecs lors de la Deuxième Guerre balkanique, elle fut concédée à la Bulgarie au traité de Bucarest. Elle fut à nouveau prise par les Grecs en septembre 1918. La Bulgarie, lors de la Bataille de Grèce s'en empara à nouveau avant de la quitter en 1944.
La ville est le siège d'un évêché du Patriarcat œcuménique de Constantinople, la Métropole de Sidérocastro.